# Мавританська кухня

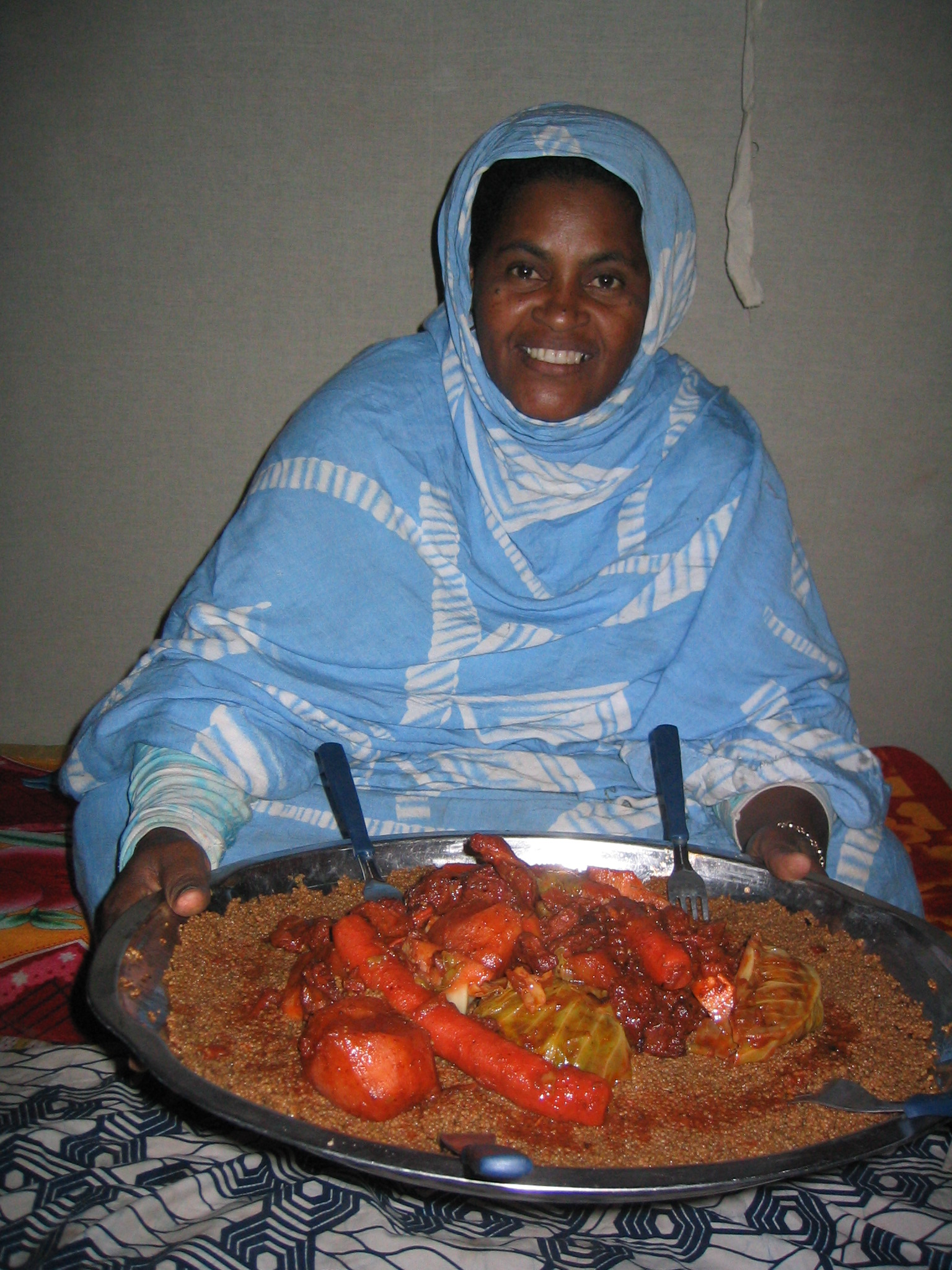
Куськус з верблюда, зроблений в Шатрі в дюнах в селі Ажуер

Кухня Мавританії — національна кухня Ісламської Республіки Мавританія.
Традиційно страви в Мавританії їдять спільно. Крім того, в Мавританії широко поширений чай з м'ятою, який розливається з висоти для утворення пінки.

## Походження
Кухня Мавританії з'єднує елементи кухонь африканських та арабських народів, що жили або перетинали Сахару на караванах. Через схожість походження, мавританська кухня схожа на марокканську та сенегальську.
Оскільки Мавританія була французькою колонією до 1960 року, це теж зіграло роль у формуванні національної кухні. Крім того, Мавританія офіційно є ісламською республікою, тому продаж алкоголю заборонена по всій країні. Винятком є готелі, де алкоголь можна купити іноземцям в обмеженій кількості.

## Страви

### Головні страви

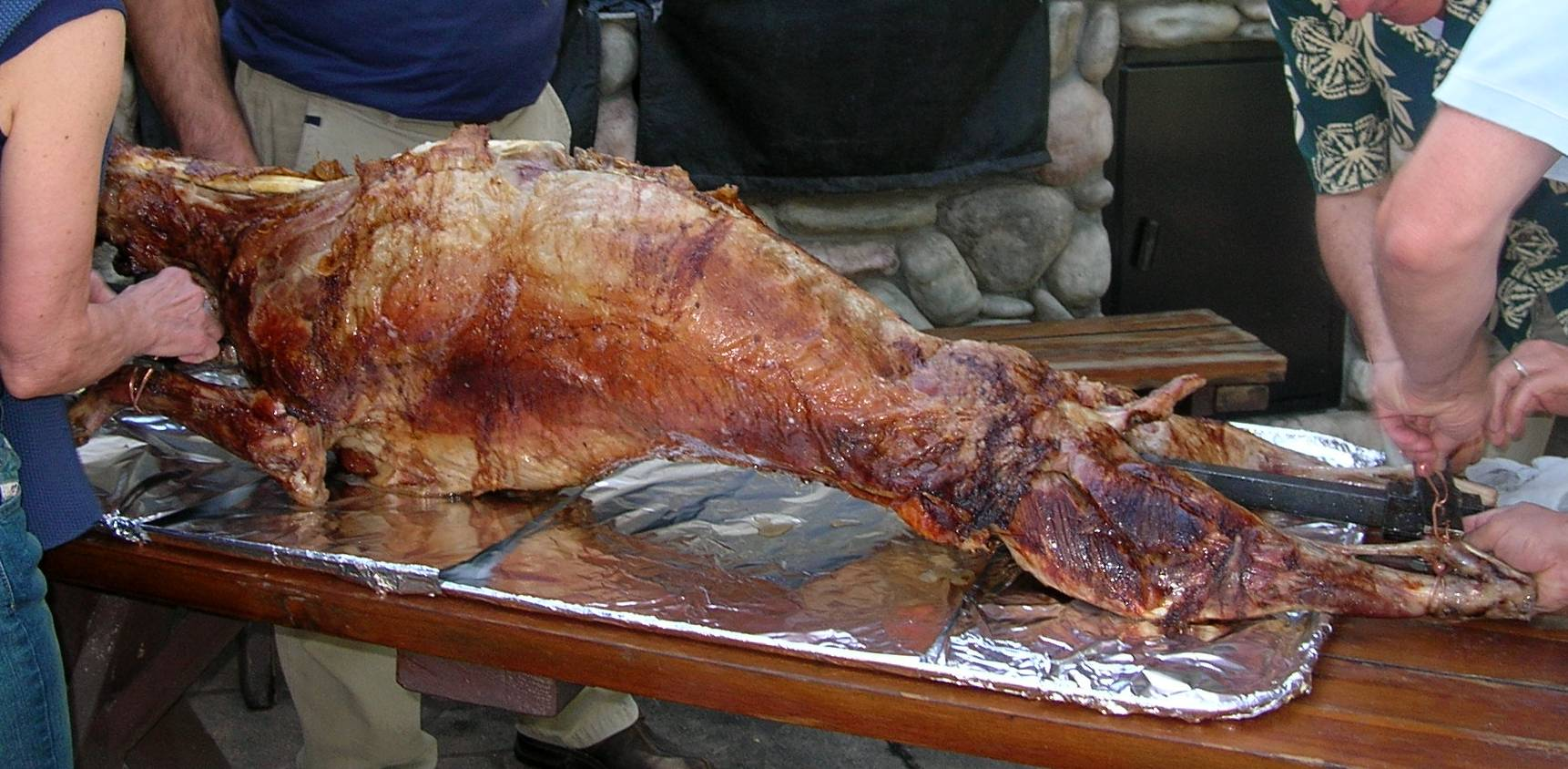
Мешуа

Головні страви мавританської кухні включають тьєбудьєн  (прибережна страва з риби та рису, подається з біло-червоним соусом, приготованим з помідорів), мешуа  (смажене ягня), рибу зі спеціями, рис з овочами, рибні кульки, сушена риба та м'ясо, кускус, фарширована рисом козлятина , м'ясо одногорбого верблюда, Ясса (смажена курка з овочами, подається з картоплею фрі; фульбе-волофського походження), мафе (м'ясо кози або верблюда в арахісі, абельмоші та томатному соусі; подається з рисом), аль-аїш (кускус з бобами та куркою).

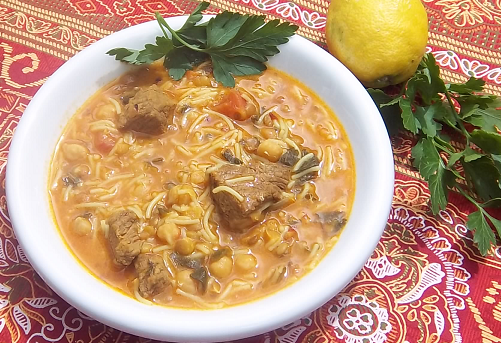
Харіра

Зустрічається також суп харіра.

### Інше
Серед страв мавританської кухні зустрічаються їстівні плоди, наприклад фініки. Крім того, поширений сир Караван.
У Мавританії використовується соус хакко, який роблять з листових овочів і який подається з квасолею до кускусу. Також зустрічається лах — сирний сир або йогурт з тертим кокосом, що подається до пшоняної каші. Робиться також сироп з розелли.